# Chlorek oksalilu
Chlorek oksalilu – organiczny związek chemiczny z grupy chlorków acylowych, będący dichlorkiem kwasu szczawiowego.

## Otrzymywanie
Otrzymuje się go z kwasu szczawiowego.

## Zastosowanie
Używany w syntezach chemicznych, np. do syntezy chlorków kwasowych z odpowiednich kwasów karboksylowych:
RCO
2H + (COCl)
2 → RC(O)Cl + HCl + CO + CO
2
lub do syntezy szczawianów z odpowiednich alkoholi lub fenoli (reakcję prowadzi się najczęściej w pirydynie):
2RCH
2OH + (COCl)
2 → RCH
2OC(O)C(O)OCH
2R + 2 HCl